# St. Anton
St. Anton är ett bergspass i Schweiz.   Det ligger i kantonen Appenzell Innerrhoden, i den östra delen av landet, 160 km öster om huvudstaden Bern. St. Anton ligger 1 105 meter över havet.
Terrängen runt St. Anton är huvudsakligen kuperad, men åt sydost är den platt. St.Anton ligger uppe på en höjd. Runt St. Anton är det ganska tätbefolkat, med 248 invånare per kvadratkilometer.. Närmaste större samhälle är Sankt Gallen, 12,1 km väster om St. Anton. 
Omgivningarna runt St. Anton är en mosaik av jordbruksmark och naturlig växtlighet.